# Труффальдіно з Бергамо
«Труффальдіно з Бергамо» (рос. «Труффальдино из Бергамо») — радянський двосерійний художній телефільм, музична комедія режисера Володимира Воробйова, знята на кіностудії «Ленфільм» у 1976 році. Екранізація п'єси Карло Ґольдоні «Слуга двох панів» (1749), написаної за канонами комедії дель арте. Телевізійна прем'єра відбулася 1 січня 1977 року.

## Сюжет
Дія відбувається у Венеції XVIII століття. Пройда Труффальдіно, який втік з бідного Бергамо в багату Венецію, наймається слугою до одного синьйора на ім'я Федеріко Распоні, який насправді є переодягненою дівчиною Беатріче, сестрою Федеріко. Вона, під виглядом свого покійного брата, намагається розшукати свого коханого, Флоріндо Аретузі, який помилково був звинувачений у вбивстві Федеріко на дуелі і тому втік до Венеції.
Замаскована Беатріче приходить у будинок венеціанського купця Панталоне, де всі впевнені в тому, що синьйор Распоні помер. Саме це і пояснюють бідоласі Труффальдіно, який за традицією першим піднявся в будинок, щоб оголосити про візит господаря. Після цього візиту, поки новий господар був зайнятий справами, Труффальдіно прислужився ще одному синьйору і також найнявся до нього слугою. Однак слідом за цим повертається перший господар, що оселився в цьому ж готелі, у Брігелли, і Труффальдіно вирішує служити обом, щоб отримувати подвійну платню. Другим господарем виявляється той самий Флоріндо.
Деякий час, радше завдяки своїй удачливости, аніж кмітливости, Труффальдіно служить обом панам, потрапляючи в комічні ситуації і зі спритністю виходячи з них. Беатріче (під ім'ям Федеріко) доводиться удавати, ніби вона наполягає на весіллі з Кларіче, дочкою старого Панталоне, зарученою з покійним Федеріко. Але остання любить Сільвіо, сина доктора Ломбарді, якого приїзд самозваного нареченого позбавляє надій на руку Кларіче.
У підсумку все закінчується благополучно: Беатріче возз'єднується з Флоріндо, Кларіче виходить за Сільвіо, а Труффальдіно знаходить собі дружину — Смеральдіну, служницю в будинку Панталоне.

## У ролях
- Костянтин Райкін —  Труффальдіно, наречений Смеральдіни, слуга Беатріче і Федеріко, родом з Бергамо  (вокал —  Михайло Боярський)
- Наталія Гундарева —  Смеральдіна, наречена Труффальдіно, служниця в будинку Панталоне  (вокал — Олена Дріацька)
- Валентина Кособуцька — Беатріче Распоні, сестра Федеріко Распоні, наречена Флоріндо, втікачка з Турину
- Віктор Костецький — Флоріндо Аретузі, наречений Беатріче, утікач з Турину
- Олена Дріацька — Кларіче, дочка Панталоне, наречена Сильвіо
- Віктор Кривонос — Сільвіо, син доктора Ломбарді, наречений Кларіче
- Лев Петропавловський — Панталоне, батько Кларіче, венеціанський банкір
- Ігор Соркін — доктор Ломбарді, батько Сільвіо
- Олександр Березняк — Брігелла, друг Беатріче і Федеріко Распоні, господар готелю
- Євген Тілічеєв — капітан гвардійців

## Знімальна група
- Автори сценарію:  Володимир Воробйов,  Акіба Гольбурт
- Режисер-постановник:  Володимир Воробйов
- Головний оператор:  Дмитро Месхієв
- Головний художник:  Ісаак Каплан
- Композитор:  Олександр Колкер
- Автор пісень:  Кім Рижов